# Liste der denkmalgeschützten Steine mit Wetzrillen in Frankreich
Die Liste enthält alle denkmalgeschützten Steine mit neolithischen Wetzrillen in Frankreich. Die Steine sind als historische Denkmäler in der französischen Denkmalliste Base Mérimée eingetragen. Steine mit Wetzrillen wie auch Schleifwannen werden in der französischen Archäologie als polissoirs bezeichnet. Von den in Frankreich bekannten ortsfesten Steinen mit Wetzrillen oder Schleifwannen stehen 66 als monuments historiques unter Denkmalschutz.

## Liste
| Bezeichnung                              | Beschreibung | Département         | Gemeinde              | Standort | Kennzeichnung | Schutzstatus | Datum | Bild |
| ---------------------------------------- | --- | ------------------- | --------------------- | -------- | ------------- | ------------ | ----- | ---- |
| Polissoirs de la Pointe des Roches       | Zwei Felsblöcke mit neolithischen Schleifrillen in einem Wald. Der größere hat zwei Eintiefungen und 22 Rillen. Der andere zeigt eine Eintiefung und eine Schleifrille. | Aisne               | Berzy-le-Sec          | (Lage)   | PA00115530    | classé       | 1899  |      |
| Polissoir de Mézy-Moulins                | | Aisne               | Mézy-Moulins          | (Lage)   | PA00115814    | classé       | 1969  |      |
| Polissoir de Neuilly-Saint-Front         | | Aisne               | Neuilly-Saint-Front   | (Lage)   | PA00115842    | classé       | 1970  |      |
| Pierre aux dix doigts                    | | Aube                | Villemaur-sur-Vanne   | (Lage)   | PA00125381    | inscrit      | 1993  |      |
| Polissoirs de Poussendre                 | | Calvados            | Bons-Tassilly         | (Lage)   | PA00111107    | inscrit      | 1976  |      |
| Polissoirs de Poussendre                 | | Calvados            | Bons-Tassilly         | (Lage)   | PA00111108    | inscrit      | 1976  |      |
| Polissoir de Saintes                     | | Charente-Maritime   | Saintes               | (Lage)   | PA00105260    | classé       | 1964  |      |
| Polissoir du Petit Runio                 | | Côtes-d’Armor       | Plouagat              | (Lage)   | PA00089451    | classé       | 1971  |      |
| Polissoir de Mauléon                     | | Deux-Sèvres         | Mauléon               |          | PA00101260    | classé       | 1945  |      |
| Polissoir des Justices                   | | Dordogne            | Mauzens-et-Miremont   | (Lage)   | PA00082640    | classé       | 1968  |      |
| Polissoir de Baulne                      | | Essonne             | Baulne                | (Lage)   | PA00087812    | inscrit      | 1984  |      |
| Polissoir de Grimery                     | | Essonne             | Buno-Bonnevaux        | (Lage)   | PA00087845    | inscrit      | 1980  |      |
| Polissoir des Sept coups d’épée          | | Essonne             | Buno-Bonnevaux        | (Lage)   | PA00087846    | classé       | 1928  |      |
| Roche Grénolée                           | | Essonne             | Moigny-sur-École      | (Lage)   | PA00087964    | classé       | 1973  |      |
| Polissoir de la Petite-Garenne           | | Essonne             | Morigny-Champigny     | (Lage)   | PA00087977    | classé       | 1902  |      |
| Polissoir du Bois de la Briche           | | Essonne             | Souzy-la-Briche       | (Lage)   | PA00088021    | classé       | 1899  |      |
| Polissoir du Bois de la Guigneraie       | | Essonne             | Souzy-la-Briche       | (Lage)   | PA00088022    | classé       | 1899  |      |
| Polissoir du Bois de la Charmille        | | Essonne             | Villeconin            | (Lage)   | PA00088038    | classé       | 1899  |      |
| Polissoirs d’Abondant                    | | Eure-et-Loir        | Abondant              | (Lage)   | PA00096952    | classé       | 1925  |      |
| Polissoir Pinte de Saint-Martin          | | Eure-et-Loir        | Corancez              | (Lage)   | PA00097081    | classé       | 1889  |      |
| Polissoir des Griffes du Diable          | | Eure-et-Loir        | Courtalain            | (Lage)   | PA00097087    | inscrit      | 1889  |      |
| Polissoir de Sorel-Moussel               | | Eure-et-Loir        | Sorel-Moussel         | (Lage)   | PA00097216    | inscrit      | 1951  |      |
| Polissoirs de la rivière La Ramée        | | Guadeloupe          | Sainte-Rose           |          | PA97100051    | inscrit      | 2014  |      |
| Polissoirs de l’Anse des Galets          | | Guadeloupe          | Trois-Rivières        | (Lage)   | PA97100014    | classé       | 2012  |      |
| Polissoirs de la rivière du Petit Carbet | | Guadeloupe          | Trois-Rivières        | (Lage)   | PA97100048    | inscrit      | 2013  |      |
| Roche Crabe                              | | Französisch-Guayana | Camopi                |          | PA97300009    | inscrit      | 2002  |      |
| Abri de l’Inselberg Susky                | | Französisch-Guayana | Maripasoula           |          | PA97300012    | inscrit      | 2002  |      |
| Polissoirs de l’APCAT                    | | Französisch-Guayana | Remire-Montjoly       |          | PA97300006    | inscrit      | 2002  |      |
| Polissoirs de Montravel                  | | Französisch-Guayana | Remire-Montjoly       |          | PA97300008    | inscrit      | 2002  |      |
| Polissoirs de Roche Caïa                 | | Französisch-Guayana | Remire-Montjoly       |          | PA97300005    | inscrit      | 2002  |      |
| Polissoirs de la Roche Piaie             | | Französisch-Guayana | Remire-Montjoly       |          | PA97300007    | inscrit      | 2002  |      |
| Poulvan de Séjotte                       | | Haute-Vienne        | Saint-Léger-Magnazeix | (Lage)   | PA00100465    | classé       | 1889  |      |
| Polissoir de Ferrière-Larçon             | | Indre-et-Loire      | Ferrière-Larçon       |          | PA00097757    | classé       | 1889  |      |
| Pierre Saint-Martin                      | | Indre-et-Loire      | Luzillé               | (Lage)   | PA00097854    | classé       | 1952  |      |
| Pierre Birette                           | | Indre-et-Loire      | Le Grand-Pressigny    | (Lage)   | PA00097914    | classé       | 1912  |      |
| Pierre Cochée                            | | Loir-et-Cher        | Droué                 | (Lage)   | PA00098431    | classé       | 1989  |      |
| Polissoir des Hauts-de-Bretagne          | | Loir-et-Cher        | Huisseau-en-Beauce    | (Lage)   | PA00098453    | classé       | 1889  |      |
| Polissoirs de Mondétour                  | | Loir-et-Cher        | Naveil                | (Lage)   | PA00098527    | classé       | 1978  |      |
| Polissoir du Petit-Fontenail             | | Loir-et-Cher        | Nourray               | (Lage)   | PA00098535    | classé       | 1889  |      |
| Polissoir du Val d’Avril                 | | Loir-et-Cher        | Tripleville           | (Lage)   | PA00098626    | classé       | 1889  |      |
| Polissoirs de Coinche                    | | Loiret              | Chantecoq             | (Lage)   | PA00098731    | classé       | 1986  |      |
| Polissoir des Davaux                     | | Loiret              | La Selle-sur-le-Bied  | (Lage)   | PA00099021    | inscrit      | 1987  |      |
| Polissoir de la Grouas                   | | Maine-et-Loire      | Martigné-Briand       | (Lage)   | PA00109175    | inscrit      | 1982  |      |
| Pierre Saint-Martin                      | | Manche              | Saint-Cyr-du-Bailleul | (Lage)   | PA00110566    | classé       | 1977  |      |
| Pierre Saint-Benoit                      | | Manche              | Saint-James (Manche)  | (Lage)   | PA00110578    | classé       | 1977  |      |
| Pierre Saint-Guillaume                   | | Mayenne             | Montenay              | (Lage)   | PA00109566    | classé       | 1889  |      |
| Polissoir de Féchain                     | | Nord                | Féchain               | (Lage)   | PA00107522    | inscrit      | 1980  |      |
| Polissoir d’Ors                          | | Nord                | Ors                   | (Lage)   | PA00107770    | inscrit      | 1980  |      |
| Polissoir de Penin                       | | Pas-de-Calais       | Penin                 | (Lage)   | PA00108375    | inscrit      | 1979  |      |
| Polissoir de Jaignes                     | | Seine-et-Marne      | Jaignes               | (Lage)   | PA00087033    | classé       | 1909  |      |
| Polissoir du Goulet                      | | Seine-et-Marne      | Noisy-sur-École       | (Lage)   | PA00087179    | classé       | 1924  |      |
| Polissoir de la Pierre-aux-Prêtres       | | Seine-et-Marne      | Noisy-sur-École       | (Lage)   | PA00087180    | classé       | 1929  |      |
| Polissoir de la Forêt-Noire              | | Seine-et-Marne      | Paley                 | (Lage)   | PA00087189    | classé       | 1923  |      |
| Polissoir de la Roche au Diable          | | Seine-et-Marne      | Paley                 | (Lage)   | PA00087190    | classé       | 1923  |      |
| Polissoirs de Souppes-sur-Loing          | | Seine-et-Marne      | Souppes-sur-Loing     | (Lage)   | PA00087291    | classé       | 1889  |      |
| Grès de Saint-Martin                     | | Somme               | Assevillers           | (Lage)   | PA00116082    | classé       | 1899  |      |
| Polissoir de la forêt du Lay             | | Val-d’Oise          | Nesles-la-Vallée      | (Lage)   | PA00080141    | classé       | 1976  |      |
| Polissoir de la Vésinière                | | Vendée              | Cheffois              | (Lage)   | PA00110078    | classé       | 1926  |      |
| Polissoirs de Pouzauges                  | | Vendée              | Pouzauges             | (Lage)   | PA00110205    | classé       | 1889  |      |
| Menhir-polissoir de Souhé                | | Vienne              | Naintré               | (Lage)   | PA00105793    | inscrit      | 1989  |      |
| Polissoir à Beauregard                   | | Vienne              | Orches                | (Lage)   | PA00105570    | classé       | 1932  |      |
| Polissoir de Lancy                       | | Yonne               | Courgenay             | (Lage)   | PA00113658    | classé       | 1922  |      |
| Polissoir des Roches                     | | Yonne               | Courgenay             | (Lage)   | PA00113659    | classé       | 1889  |      |
| Polissoir du Sauvageon                   | | Yonne               | Courgenay             | (Lage)   | PA00113660    | classé       | 1922  |      |
| Polissoirs de la Pierre à l’eau          | | Yonne               | Lailly                | (Lage)   | PA00113722    | classé       | 1922  |      |
| Polissoir des Fainéants                  | | Yonne               | Noé                   | (Lage)   | PA00113760    | classé       | 1938  |      |